# Lio Scheggi
Lio Scheggi (n. 1 septembrie 1948, Grosseto, Toscana, Italia) este un politician italian, președinte al provinciei Grosseto (1999–2009).